# Endiandra sieberi
Endiandra sieberi är en lagerväxtart som beskrevs av Christian Gottfried Daniel Nees von Esenbeck. Endiandra sieberi ingår i släktet Endiandra och familjen lagerväxter. Inga underarter finns listade i Catalogue of Life.